# Pontmir
Pontmir (en francès Pomy) és un municipi francès situat al departament de l'Aude i a la regió d'Occitània.